# Hans-Rudolf Rösing
Hans-Rudolf Rösing (Wilhelmshaven, 1905. szeptember 28. – Kiel, 2004. december 16.) német tengeralattjáró-kapitány volt a második világháborúban.

## Pályafutása
Hans-Rudolf Rösing haditengerészeti karrierje 1924 márciusában kezdődött. Először a Nymphe és a Königsberg könnyűcirkálón szolgált, 1930–31-ben pedig azon kevés német haditengerész egyike lett, aki titokban külföldi tengeralattjárón, Rösing esetében svéd búvárhajón, kapott kiképzést. Két éven át gyorsjáratú naszádok – S–15, S–3 – kapitánya volt, majd újabb két éven át a tengeralattjáró-elhárítást oktató katonai iskola hallgatója volt. Később ebből az intézményből alakult ki a búvárhajók legénységét képező intézmény.
1935 szeptemberében átvette az U–11 irányítását, amelynek két éven át volt a parancsnoka. Ezután egy nagyobb, VIIA típusú hajó, az U–35 kapitánya lett. 1937-ben őrjáratot tett az Azori-szigeteknél. Ez év októberében egy évet töltött a Torpedoerprobungskommandónál, amely az új torpedókat tesztelte. 1938 decemberében kinevezték az 5. kiképzőflottilla parancsnokának, 1940 januárjában, a tengeralattjáró-főparancsnokságon (BdU) eltöltött hét után, pedig a 7. tengeralattjáró-flottilla irányítója lett.
Rösing 1940 májusában átvette az U–48 irányítását. A búvárhajóval két harci küldetése volt, főleg az Atlanti-óceán északi részén. Tizenkét hajót elsüllyesztett, egyet megrongált. Összesen 66 589 brt vízkiszorítású vízi járművet tett harcképtelenné. Második útja után megkapta a Lovagkeresztet. 1940 szeptemberétől 1941 februárjáig az olasz és német tengeralattjárók közötti koordinációt végezte Bordeaux-ban. Márciustól augusztusig a 3. flottillát irányította, majd visszatért a BdU stábjába. 1942 júliusában kinevezték a nyugaton állomásozó tengeralattjárók parancsnokának. 1944 őszén Norvégiába tett át székhelyét. A háború befejezése után egy évig szövetséges őrizetben volt.
1956-ban csatlakozott a szövetségi haditengerészethez (Bundesmarine). A következő évben az északi-tengeri parancsnokság (Marine-Abschnittskommando Nordsee) feje lett. 1962-ben kinevezték az egyes számú katonai körzet vezetőjének. Hans-Rudolf Rösing 1965-ben vonult vissza ellentengernagyként. 1966-ban a háború utáni tevékenységéért kitüntették a Szövetségi Érdeméremmel.

## Összegzés
| Hajója | Parancsnoki szolgálata                  | Őrjáratok száma | Őrjáratok hossza (nap) | Eltalált hajók száma | Eltalált hajók vízkiszorítása (brt) |
| ------ | --------------------------------------- | --------------- | ---------------------- | -------------------- | ----------------------------------- |
| U–11   | 1935. szeptember 21. – 1937. október 1. | 0               | 0                      | 0                    | 0                                   |
| U–35   | 1936. december 6. – 1937. február       | 0               | 0                      | 0                    | 0                                   |
| U–10   | 1937. október – 1938. augusztus         | 0               | 0                      | 0                    | 0                                   |
| U–48   | 1940. május 21. – 1940. szeptember 3.   | 2               | 57                     | 13                   | 66 589                              |

## Elsüllyesztett és megrongált hajók
| Búvárhajó | Nap                 | Hajó                   | Nemzetisége        | Vízkiszorítása (brt) |
| --------- | ------------------- | ---------------------- | ------------------ | -------------------- |
| U–48      | 1940. június 5.     | Stancor                | Egyesült Királyság | 798                  |
| U–48      | 1940. június 7.     | Eros*                  | Egyesült Királyság | 5888                 |
| U–48      | 1940. június 7.     | Frances Massey         | Egyesült Királyság | 4212                 |
| U–48      | 1940. június 11.    | Violando N. Goulandris | Görögország        | 3598                 |
| U–48      | 1940. június 19.    | Baron Loudoun          | Egyesült Királyság | 3164                 |
| U–48      | 1940. június 19.    | British Monarch        | Egyesült Királyság | 5661                 |
| U–48      | 1940. június 19.    | Tudor                  | Norvégia           | 6607                 |
| U–48      | 1940. június 20.    | Moordrecht             | Hollandia          | 7493                 |
| U–48      | 1940. augusztus 16. | Hedrun                 | Svédország         | 2325                 |
| U–48      | 1940. augusztus 19. | Ville de Gand          | Belgium            | 7590                 |
| U–48      | 1940. augusztus 24. | La Brea                | Egyesült Királyság | 6665                 |
| U–48      | 1940. augusztus 25. | Athelcrest             | Egyesült Királyság | 6825                 |
| U–48      | 1940. augusztus 25. | Empire Merlin          | Egyesült Királyság | 5763                 |

* A hajó nem süllyedt el, csak megrongálódott